# Antoni Iliński
Antoni Aleksander Iliński, conosciuto anche come Mehmet Iskender Pasza (Žilina, 1814 – Istanbul, 2 giugno 1861), è stato un politico e militare polacco, esponente di spicco del movimento indipendentista polacco.

## Biografia
Dopo aver partecipato alla Rivolta di Novembre del 1830 nella legione lituana, diventa un attivista del movimento degli esuli polacchi guidato dal principe Adam Jerzy Czartoryski. 
Nel 1844 Iliński viene arrestato a Istanbul su richiesta delle autorità russe ma riuscirà a non essere estradato in Russia convertendosi all'Islam e assumendo nazionalità ottomana. 

## Nell'esercito ottomano
Entra così nell'esercito ottomano con il nome di Mehmed Iskender e viene posto inviato in Rumelia sotto il comando di Omar Pasha. Dopo aver partecipato alla repressione delle rivolte in Erzegovina e alla deposizione di Ali-paša Rizvanbegović, combatte nella guerra di Crimea. Incaricato di formare le forze irregolari lungo il Danubio.
All'inizio del 1855 viene inviato ad Eupatoria al comando di un reggimento di cavalleria. Partecipa all'assedio di Sebastopoli e viene nominato generale.
In seguito partecipa alla spedizione a Sukhumi con lo scopo di soccorrere la città di Kars, assediata dall'esercito russo. 
Nel 1857 viene nominato governatore generale di Baghdad.